# Senegalite
La senegalite è un minerale.